# Cuca
A Cuca é um dos principais seres mitológicos do folclore brasileiro. Ela é conhecida popularmente como uma bruxa que rapta crianças e que pode ter a forma de uma velha ou de uma feiticeira com cabeça de jacaré. A origem desta lenda está na Coca (ou Coco) das lendas ibéricas, tradição que foi trazida para o Brasil possivelmente na época da colonização.
Uma das versões da lenda da Cuca diz que, a cada 1.000 anos, brota de um ovo uma nova Cuca. Então, a Cuca "antiga" se transforma em um pássaro de canto triste, enquanto a nova Cuca assume seu papel, fazendo maldades maiores do que a anterior.
Outras versões, a cuca é uma entidade do mal que assume a forma de bruxa velha com aspecto de jacaré, que não se sabe ao certo sua idade mas que pode ter mais de 3 mil anos, como também existem versões em que pode se existir mais de uma cuca, como se fosse uma subclasse de bicho-papão, como é descrito no livro “O Saci” (1921), de Monteiro Lobato.
No Brasil, a Cuca foi popularizada pelo livro "O Saci" (1921), de Monteiro Lobato, único de toda a obra do escritor em que ela aparece. Lá, a Cuca é descrita como uma "horrenda bruxa" que tem audição muito apurada, é "velha como o tempo", vive em uma caverna na floresta e só dorme uma noite a cada sete anos. Segundo o livro, a Cuca tem "cara de jacaré e garras nos dedos como os gaviões".   
Já no livro infanto-juvenil "A Cuca: Contos do Folclore Sombrio" (2019), de Marcelo de Lima Lessa, a Cuca é descrita como uma feiticeira, "velha perversa de dentes podres e fala complicada", que rapta crianças.
O Novo Dicionário da Língua Portuguesa de Aurélio Buarque de Holanda Ferreira traz "cuca" com o significando de bicho-papão, coco, papa-gente, tutu, bitu, boitatá, papa-figo. 
Em seu livro "Geografia dos Mitos Brasileiros", Luís da Câmara Cascudo (1898-1986) diz que a Cuca é um mito de origem portuguesa relacionado à Santa Coca, figura que aparecia nas procissões da província do Minho, em Portugal. Também no Minho, "cuca" é o nome popular de uma espécie de abóbora que costumava-se perfurar com contornos de olhos e boca, e dentro da qual era colocada uma vela acesa (de forma semelhante ao que se faz no Halloween americano). Outra origem possível seria o “Farricoco”, personagem que acompanhava a procissão de Passos, no Algarve, também em Portugal."

## Na cultura popular

### Versão do filme "O Saci"
A primeira versão audiovisual da Cuca, apareceu em um filme de 1951 chamado O Saci, baseado na obra de Monteiro Lobato, em que a personagem era interpretada por um homem, o ator Mário Meneguelli. Diferentemente de como é descrita no livro, a Cuca não é representada no filme com cabeça de jacaré, mas como uma feiticeira velha vestida de preto.

### Versões da Rede Globo
Nas duas versões do Sítio do Picapau Amarelo produzidas pela Rede Globo foram usadas cinco fantasias diferentes para a Cuca. Na maioria das vezes, com corpo de jacaré, exceto na versão de 2007, em que a personagem é feita sem máscara, por Solange Couto.
Na versão de 1977, a Cuca, interpretada pela atriz Dorinha Duval, era um boneco de jacaré verde escuro, com listras coloridas na barriga, e cabelos loiros compridos. Também foi interpretada pelas atrizes Stella Freitas entre 1978 a 1980 e Catarina Abdalla entre 1981 a 1986 sendo essas duas versões da bruxa, mais engraçada do que muito malvada, a primeira versão da canção A cuca te Pega, foi adicionada a voz de Stella Freitas pois o álbum do seriado Sítio do pica-pau Amarelo foi lançado em 1979. 
De 2001 a 2006, a personagem foi vivida pela atriz Jacira Santos, mas a voz era da dubladora Mônica Rossi. Algumas cenas em que a personagem aparecia transformada em gente a atriz e dubladora Mônica Rossi dublou a voz da Cuca quando a personagem esquecia de disfarçar a sua voz, nesses momentos a Rede Globo colocava em algumas ocasiões atrizes famosas da época que tinha contrato com a emissora como Malu Mader , Angélica, Miriam Pires, Danielle Winits, Leandra Leal e Márcia Cabrita, nas ocasiões em que atrizes conhecidas do público não eram escaladas para o papel da bruxa em forma de gente, era a própria atriz Jacira Santos que usava a fantasia que interpretava a bruxa em forma de gente como aconteceu durante o episódio “O Saci” em que a cuca se disfarça de velhinha, ou nas temporadas de 2003 a 2004 em que a Cuca mantinha um visual semelhante ao que a bruxa tinha em forma de jacaré, se usava dessa estratégia muitas vezes pois acabava mantendo a movimentação que a cuca tinha mesmo com a fantasia. 
Em 2001, ela passou a ser representada usando um vestido vermelho com uma capa que lembravam a roupa usada pela madrasta da Branca de Neve.  
Na temporada de 2003, a Cuca ficou com cabelos soltos e mais compridos, e ganhou uma nova roupagem, amarela e verde. 
Em 2005, a personagem passou por novas mudanças: Ficou mais gorda e ganhou uma forma que lembrava a versão da Cuca do Sítio de 1977, só que sem as listras coloridas na barriga e com pequenos olhos vermelhos (a Cuca de 2005 lembrava tanto a versão de 1977, que nos DVDs do "Sítio dos anos 70", lançados em 2008, foi usada por engano, uma foto da Cuca de 2005 ao lado das fotos dos atores da antiga versão dos anos 70.) 
A última mudança na fantasia da Cuca aconteceu no ano de 2007. Diferente de todas as adaptações televisivas anteriores, a Cuca desta vez não era mais um jacaré, mas uma bruxa interpretada pela atriz Solange Couto com maquiagem no rosto, dentes pontiagudos, e com um macacão verde.
Curiosamente, no ano de 2008, algumas partes das fantasias da Cuca de 2001 e 2005. usadas pela Rede Globo, foram reaproveitadas na peça teatral Sítio do Picapau Amarelo - O Musical, dirigida por Roberto Talma, que também havia sido o diretor da primeira temporada do Sítio em 2001. Na peça, a cabeça e o rosto da Cuca de 2005 foram usados juntamente com o corpo e o vestido vermelho de 2001, fundindo as duas versões numa só.
Em 2017, gifs com a Cuca (possivelmente da fase 2001-2003) se multiplicaram no Twitter graças à ação de internautas americanos que, mesmo sem saber do que se tratava a personagem, se encantaram com um jacaré de cabelos loiros que gesticulava e andava de pé.

### Versão da Netflix
Em 5 de fevereiro de 2021 estreou Cidade Invisível, série original brasileira produzida pelo serviço de streaming Netflix e criada pelo diretor Carlos Saldanha. Na trama, Cuca é interpretada pela atriz Alessandra Negrini e assume uma posição de liderança a respeito dos demais personagens folclóricos retratados. 
Ao contrário das representações clássicas, em Cidade Invisível a personagem leva o nome de Inês e é vista de forma humana, podendo se transformar em uma ou mais borboletas. Em suas habilidades inclui a capacidade de entrar na mente das pessoas e descobrir traumas passados, tendo assim, uma vantagem sobre elas.

### Versão da SBT
Dia 2 de Julho de 2024, a série de streaming do Sítio do Picapau Amarelo foi lançada, aonde foi anunciado dia 3 de Julho que a atriz Kelly Guidotti interpretaria a personagem, aonde também foi mostrada a parte de trás da fantasia da personagem.

### Imagens
- Primeira versão da Cuca, interpretada por Mário Meneguelli em 1951[ligação inativa]
- Cuca de 1977 a 1986
- Cuca de 2001 e 2002
- Cuca de 2003 e 2004
- Cuca de 2005 e 2006
- Cuca de 2007
- Curso de Cinema Ambiental (CUCA) da UFRJ Macaé. www.cuca.bio.br
- Versão para a peça "Sítio do Picapau Amarelo - O Musical", feita com o corpo da Cuca de 2001, e com a cabeça de 2005
- Série brasileira "Cidade invisível", interpretada por Alessandra Negrini em 2021
- Cuca de 2024